# Helicopis paraensis
Helicopis paraensis är en fjärilsart som beskrevs av Le Moult 1939. Helicopis paraensis ingår i släktet Helicopis och familjen Riodinidae. Inga underarter finns listade i Catalogue of Life.